# التحالف المناهض لهتلر

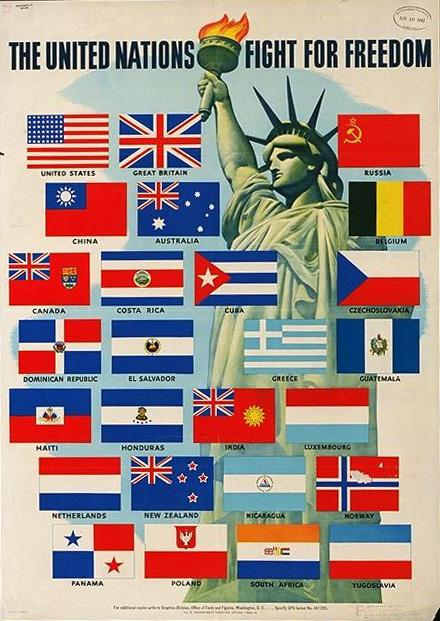
الأمم المتحدة الكفاح من أجل الحرية - ملصق 1942

التحالف المناهض لهتلر ( (بالإنجليزية: Anti-Hitler coalition bzw. Grand Alliance) التحالف الكبير، (الروسية: Антигитлеровская коалиция) تحالف عسكري من ثلاثة حلفاء هم الاتحاد السوفيتي وبريطانيا العظمى وبعد ذلك الولايات المتحدة الأمريكية كنتيجة للحرب العالمية الثانية ضد دول المحور وعلى رأسهم ألمانيا النازية (بقيادة أدولف هتلر)، ومملكة إيطاليا الفاشية وإمبراطورية اليابان.

## تصريحات
1. ↑  Vgl. Jochen Laufer, Stalins Friedensziele und die Kontinuität der sowjetischen Deutschlandpolitik 1941–1953, in: Jürgen Zarusky (Hrsg.): Stalin und die Deutschen. Neue Beiträge der Forschung. Oldenbourg, München 2006, ISBN 978-3-486-57893-5, S. 131–158, hier S. 146. نسخة محفوظة 23 مايو 2020 على موقع واي باك مشين.